# Trevor Carlin
Trevor Carlin (ur. w Wielkiej Brytanii) – brytyjski przedsiębiorca, właściciel zespołu wyścigowego Carlin, były dyrektor sportowy zespołu Formuły 1 – MF1 Racing.

## Życiorys
Trevor Carlin zaczynał karierę jako mechanik w firmie PRS company w Formule Ford w 1980 roku w wieku 17 lat. W 1984 roku przeniósł się do zespołu Ralt, gdzie pracował w dziale produkcji, w 1986 roku przeprowadził się do Stanów Zjednoczonych do Los Angeles, prowadził tam operacje sprzedaży samochodów i części do nich. Powrócił do Wielkiej Brytanii, stał się kierownikiem w Bowman Racing w brytyjskiej Formule 3. W 1993 roku pracował w West Surrey Racing w Formule 3.
Założył własny zespół Carlin Motorsport, który startował w Formule 3 z kierowcą Narainem Karthikeyanem. W kolejnym sezonie kierowcami byli Takuma Satō i Anthony Davidson, w 2001 roku wygrali oni 18 razy (Takuma Satō zdobył tytuł mistrzowski). W 2002 roku zespół z kierowcami Michaelem Keohanem, Jamesem Courtneyem i Shinya Hosokawą nie odnieśli sukcesów. W 2003 roku kierowcami zespołu byli Jamie Green i Alan van der Merwe, który wywalczył tytuł mistrzowski.
Wraz z kierowcami Narainem Karthikeyanem i Tiago Monteiro, który w sezonie 2004 był drugi zespół rozpoczął starty w World Series by Nissan (od 2005 roku World Series by Renault).
Pod koniec roku 2005 Trevor Carlin został dyrektorem sportowym w rosyjskim zespole Formuły 1 MF1 Racing, który powstał po wykupieniu zespołu Jordan Grand Prix. Na początku czerwca 2005 roku Carlin opuścił zespół by powrócić do zarządzana własnym zespołem Carlin Motorsport, Carlin został zastąpiony na tym stanowisku przez Adriana Burgessa.